# 4245 Nairc
4245 Nairc је астероид главног астероидног појаса са средњом удаљеношћу од Сунца која износи 2,374 астрономских јединица (АЈ).
Апсолутна магнитуда астероида је 13,8.